# Јан Балаховски
Јан Балаховски (пољ. Jan Balachowski; Краков, 28. децембар 1948) бивши је пољски спринтер који се специјализовао за трчање на 400 метара. Био је члан АК Краковија иу Кракова. .
На Европском првенству ѕа јуниоре 1966. освојио је бронзану медаљу на 400 метара, и сребрну са штафетом 4 х 400 метара.
На Европским играма у дворани које су биле претече Европским првенствима у дворани у Прагу 1967. освојио је сребрну медаљу са штафетом 4 х 300 метара, коју су поред њега чинили Едвард Романовски, Едмунд Боровски и Тадеуш Јаворски. На истом такмичењу у Мадриду 1968. освојио је бронзану медаљу на 400 метара и златну са штафетом 4 х 364 метра. и златну са штафетом 4 х 364 метра. У лето 1968. такмичио се на Олимпијским играма у Мексику где је у индивидуалном такмичењу на 400. м, стигао до четвртине финала а са штафетом 4 х 400 метара био четврти. На Европским играма у дворани 1969. одржаним у Београду освојио је златну медаљу на 400 метара  и још једну златну медаљу на штафетом 4 к 390 метара. На Европском првенсву на отвореном 1969. у Атини пољска штафета завршила је као четврта.
На 1. Европском првенству у дворани 1970. у Бечу пољска штафета је освојила сребрну медаљу. Балаховски се такође квалификовао за финале 400 метара, али није завршио трку. На Европском првенству у дворани 1971. поново се квалификовао, али није започео последњу трку. Овог пута, пољска штафета је освојила златну медаљу. Поред Балаховског штафета су чинили и Јан Вернер, Анджеј Баденски и Валдемар Корицки. То лето, шпнска штафета у истом саставу освоја сребрну медаљу на Европском првенству 1971. године .Исти тим је затим освојио још један тријумф на Европском првенству у затворима . Лета Балацховски је учествовао на релијеру 4 к 400 метара на Олимпијским играма 1972, а завршио је пети.
Године 1973. постао је пољски првак у дворани од 400 метара. Његово најбољи лични резултат биоо је 45,8 секунди, постигнуто 1970. године. Балаховски се квалификовао у полуфиналу на 400 метара, али није завршио трку.
На следећем Европском првенству 1971. у Софији у финалу трке на 400 м Балаховски није стартовао.. Овог пута, пољска штафета освојила је златну медаљу. Штафета је трчала у саставу Валдемар Корицки, Јан Вернер, Анджеј Баденски и Балаховски.. Те године на Европском првенству на отвореном у Хелсинкију штафета је освојила сребрну медаљу.. Штафета у истом саставу тримфовала је и на Европском дворанском првенству у Греноблу 1972. У лето исте године Балаховски је са штафетом учество на Олимпијским играма у Минхену где су заузели пето место.
Године 1973. постао је пољски првак у дворани на 400 метара. Његов најбољи лични резултат био је 45,8 постигнут 1970. године.